# Fred Degazon
Fred Degazon (Castries, Santa Lucía, 4 de enero de 1913 - Londres, 4 de octubre de 2008) fue el primer presidente de Dominica, desde el 16 de enero de 1979 hasta el 29 de enero de 1980.

## Biografía
Nacido en Castries, Santa Lucia el 4 de enero de 1913. Estudió en Santa Lucía y posteriormente en la Universidad de Londres. De manera privada, ejerció de abogado en Santa Lucía y Dominica de 1934 a 1940. En la década de los 40, Se desempeñó como funcionario público en Dominica, Santa Lucía y Jamaica hasta su jubilación en 1969. Fue elegido Presidente de la Asamblea de Dominica en 1977 y, tras la declaración de independencia en 1978, el parlamento eligió a Degazon como el primer Presidente de Dominica. El cargo es en gran parte ceremonial.
En junio de 1979, durante una crisis constitucional provocada por el deseo de reformas socialistas democráticas, Degazon intentó abandonar el país y finalmente se le permitió huir a Inglaterra el 11 de junio. La Cámara de la Asamblea eligió inicialmente como su reemplazo a Louis Cools-Lartigue, que dimitió al día siguiente, y fue reemplazado por Jenner Armour. Degazon dimitió oficialmente en febrero de 1980. Residió en Londres hasta su fallecimiento el 4 de octubre de 2008, a la edad de 95 años.